# Histórias em quadrinhos na educação
A utilização das histórias em quadrinhos na educação é baseada no conceito de criar engajamento e motivação para os alunos. O seu uso e desenvolvimento, assim como suas características de linguagem, auxiliam e contribuem para a formação de leitores, esse gênero como ferramenta de linguagem também pode servir de aporte para utilização de várias formas não apenas sendo utilizada para leitura. Esse uso no Brasil ocorre desde o surgimento da primeira revista em quadrinhos do país, a revista O Tico-Tico. Outras publicações foram "Edição Maravilhosa" da EBAL e Sesinho do Sesi. Nos anos de 1970, a linguagem dos quadrinhos passou a aparecer em livros didáticos. Desde 2006 o governo brasileiro inclui histórias em quadrinhos na lista de compras do Programa Nacional Biblioteca da Escola. Acredita-se que as histórias em quadrinhos como recurso didático contribuam para o desenvolvimento do lúdico, para a facilidade de compreensão dos conteúdos, para a formação de senso crítico e reflexivo e para uma abordagem mais atrativa do processo de ensino-aprendizagem.

## Histórico

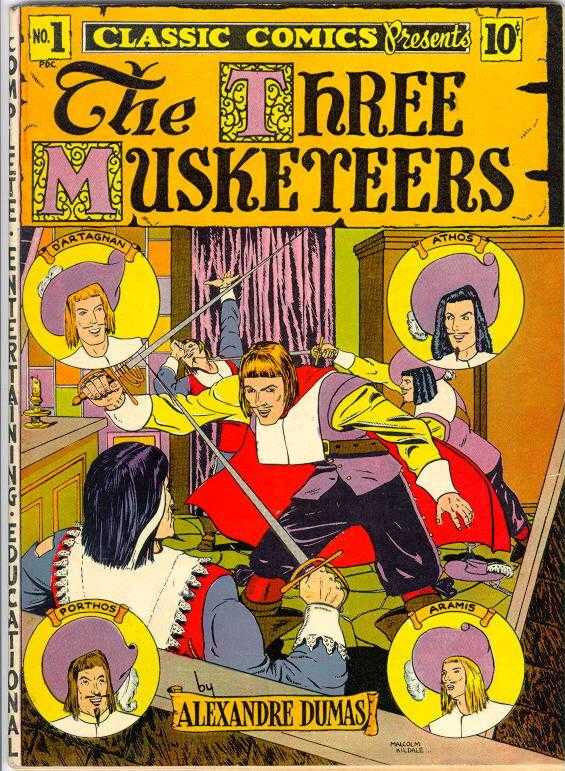
Revista em quadrinhos "Classic Comics #1", baseada no livro Os Três Mosqueteiros de Alexandre Dumas.

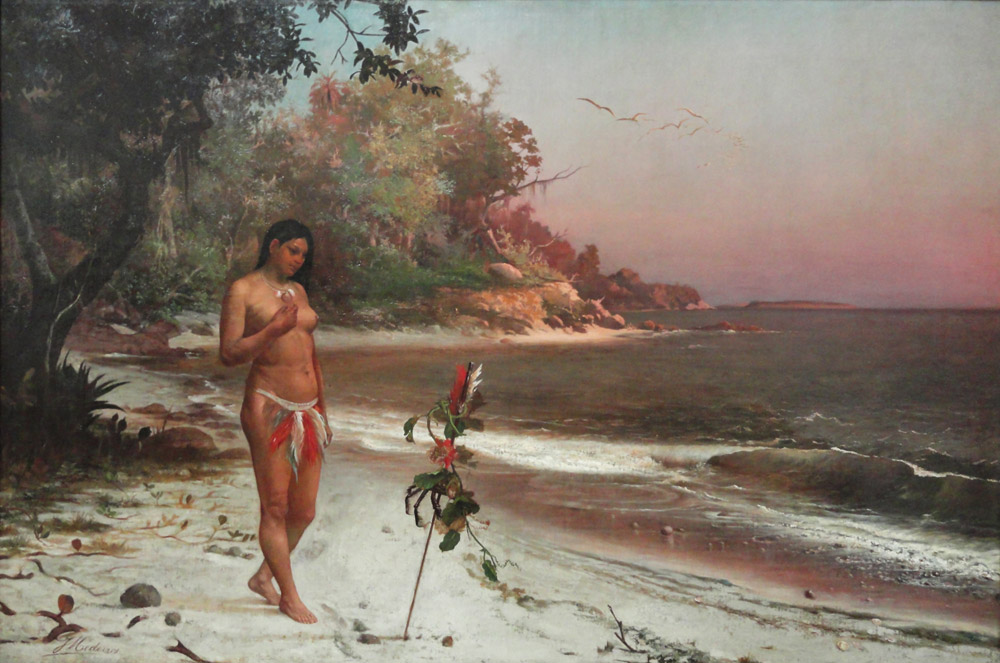
Iracema, de José de Alencar, foi um dos romances brasileiros adaptados na revista Edição Maravilhosa.

Desde a publicação de "O Tico-Tico" em 1905, é feita associação entre o ensino e as histórias em quadrinhos. A revista fora inspirada na francesa La Semaine de Suzette e trazia histórias em quadrinhos produzidas por artistas brasileiros. Além das histórias infantis e passatempos, incluiu temas da História do Brasil e contos literários em capítulos seriados. Algumas obras estrangeiras como as de autoria de Mark Twain (As aventuras de Tom Sawyer), Robert Louis Stevenson (A ilha do tesouro), Julio Verne (Cinco semanas num balão), Miguel de Cervantes (Dom Quixote), William Shakespeare (Hamlet), Jonathan Swift (Viagens de Gulliver), Daniel Defoe (Robinson Crusoé), entre outros, também foram publicadas. A revista gerou uma série de livros chamada Biblioteca Infantil d'O Tico-Tico, onde foram publicados títulos tais como: "Contos da Mãe Preta", de Osvaldo Orico; "Minha Babá", de J. Carlos; "Papae", de Juracy Camargo; "Pinga-Fogo", o detetive errado, de Luís Sá; "O Circo dos Animais", de Gaspar Coelho e "Um Menino de Coragem", de Leão Padilha. Em 1927, Cícero Valladares publica uma adaptação de O Guarani de José de Alencar, contudo, foi publicada apenas uma página.
A revista perderia força com a publicação dos personagens oriundos dos syndicates norte-americanos, introduzidos no país em 1929 para publicação do suplemento A Gazetinha, do jornal "A Gazeta", e "Mundo Infantil" da Casa Editorial Vecchi.
Em 1936, surge o jornal O Correio Universal, de Mauricio Ferraz e Helena Ferraz de Abreu, que publicou O Fantasma, de Lee Falk. Francisco Acquarone lança João Tymbira ao redor do Brasil, além de adaptar "O Guarani" de José de Alencar em um álbum publicado em 1938 Outras adaptações para os quadrinhos surgem na época. O então editor do "O Globo Juvenil", o jornalista Nelson Rodrigues, adapta "O Fantasma de Canterville" de Oscar Wilde, desenhado por Alceu Penna. A história foi publicada no tabloide em 1938.
Em 1948, o desenhista português Jayme Cortez também adapta "O Guarani" no formato de tiras diárias para o jornal Diário da Noite, no mesmo ano, pela Editora Brasil-América, Adolfo Aizen lança a revista Edição Maravilhosa, versão brasileira das publicações norte-americanas Classics Illustrated e Classic Comics. As 23 primeiras edições trouxeram adaptações de livros publicadas nessas revistas. Na edição de número 24, publicada em 1950, Aizen encomendou ao desenhista haitiano André LeBlanc uma nova adaptação de "O Guarani", iniciando uma série de adaptações de livros brasileiros (como Iracema, outro romance de Alencar).  A Editora Brasil-América criou o termo "quadrinização" para descrever adaptações feitas para histórias em quadrinhos. O Guarani ganharia outras adaptações feitas por Gedeone Malagola (que fez o mesmo com os outros dois livros da Trilogia Indianista de Alencar, Iracema e Ubirajara, todos para a revista "Vida Juvenil" da editora Vida Doméstica), Edmundo Rodrigues (que também ilustraria o livro, adaptado por José Alberto Lima, publicada pela editora Consultor, Luiz Gê e Ivan Jaf (que retrataram o índio Peri, o protagonista do livro, de forma a ficar bastante parecido com Tarzan).
Em 1947, o Serviço Social da Indústria (SESI) lança a revista Sesinho, distribuída gratuitamente. A revista continuou a ser publicada até os dias atuais.
Em 1954, foi publicado, nos Estados Unidos, o livro Seduction of the Innocent, do psicólogo alemão Fredric Wertham. Nessa obra, o autor faz críticas às histórias em quadrinhos, dizendo que exerciam má influência em crianças e adolescentes. Com isso, as editoras americanas se viram obrigada a criar o Comics Code Authority, um código de autocensura, tentando afastar essa críticas. O código era inspirado em regras existentes nas editoras DC Comics e Archie Comics. No Brasil, também houve perseguição aos quadrinhos: enquanto nos Estados Unidos o principal alvo foram os quadrinhos de terror da EC Comics, o jornalista Carlos Lacerda escolheu, como alvo, a editora paulista La Selva, que também publicava histórias de terror. No mesmo ano, a EBAL criou os "Mandamentos das histórias em quadrinhos". Essas regras foram utilizados na adaptação de Casa-Grande & Senzala de Gilberto Freyre.
Ainda na década de 1950, a EBAL  publicaria as revista Série Sagrada (onde eram publicadas biografias de santos católicos), A Bíblia em Quadrinhos e Ciência em Quadrinhos, além da republicação da revista "Edição Maravilhosa". Em 1961, a perseguição aos quadrinhos continuava existindo. As principais editoras de histórias em quadrinhos do país, Rio Gráfica Editora de Roberto Marinho, EBAL de Adolfo Aizen, Editora Abril de Victor Civita, O Cruzeiro de Assis Chateaubriand e Editora Record de Alfredo Machado, adotaram o "Código de Ética dos Quadrinhos", versão brasileira do americano com elementos dos mandamentos da EBAL.
Na década de 1970, o desenhista argentino radicado no Brasil Rodolfo Zalla e o ítalo-brasileiro Eugênio Colonnese foram  pioneiros na utilização da linguagem dos quadrinhos em livros didáticos.

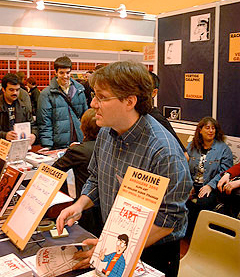
O norte-americano Scott McCloud é autor de livros teóricos que utilizam a linguagem dos quadrinhos

Em 1983, o escritor e humorista Carlos Eduardo Novaes lançou o livro "Capitalismo para Principiantes" com 435 ilustrações de Vilmar Rodrigues, utilizando-se da estrutura de uma história em quadrinhos didática.
Em 1995, a editora Makron Books lançou o livro teórico "Desvendando os quadrinhos" (Understanding Comics no original), do norte-americano Scott McCloud. Ao invés de utilizar a prosa, o autor produziu o livro todo como uma grande história em quadrinhos. A obra ganharia o Troféu HQ Mix na categoria de livro teórico. Em 2004, a editora lançou uma nova versão do livro. No ano seguinte, lançou o livro "Reinventando os Quadrinhos" (lançado originalmente no mercado norte-americano em 2000, com o título Reinventing Comics). Em 2007, a editora lança o terceiro livro do autor, "Desenhando Quadrinhos" (lançado no mercado norte-americano, no ano anterior, com o título Making Comics). MccCloud foi um dos primeiros a defender as chamadas webcomics, os quadrinhos na internet. Em 1998, o autor começou a veicular webcomics em seu site pessoal. Em 2008, o autor foi contratado pelo Google para criar uma webcomics sobre o seu navegador Google Chrome. Em 2009, a editora Novatec inicia a publicação dos Guias de Mangá, uma série de livros técnicos em estilo mangá (quadrinho japonês) publicada originalmente pela editora americana No Starch Press e pela editora japonesa Ohmsha
Mesmo sendo utilizado frequentemente em concursos vestibulares, as tiras de quadrinhos e as charges e os cartuns são exceções no universo literato. Porém, a possibilidade de utilizar obras em domínio público e de "uso restrito" e a criação de licenças de flexibilização (como é o caso das Licenças Creative Commons), começaram a permitir que os quadrinhos entrassem cada vez mais nas salas de aula.
Diversas editoras, estrangeiras ou brasileiras têm investido na publicação de clássicos da literatura em quadrinhos. Algumas têm obtido sucesso considerável e com o material incluído em programas disciplinares oficiais, como é o caso das adaptações de Senhora, de José de Alencar e Helena (em estilo mangá) e Dom Casmurro, de Machado de Assis. Deve-se citar que várias publicações vêm sendo desenvolvidas, bem como outros projetos editoriais seguindo o mesmo conceito, como o exemplo da Escala Educacional com o título Literatura Brasileira em Quadrinhos.

## A lei brasileira
Existem, no Brasil, instâncias que regulam os quadrinhos no ensinoː a Lei de Diretrizes e Bases (LDB) e os Parâmetros Curriculares Nacionais (PCN) e a Base Nacional Comum Curricular (BNCC).
É importante ressaltar que o uso das HQs ao serem introduzidas no processo de ensino, são amparadas pela Base Nacional Comum curricular - BNCC, deste modo, elas fazem parte dos elementos diversificados que são utilizados como apoio didático no processo de ensino-aprendizagem posto que:
"As experiências com a literatura infantil, propostas pelo educador, mediador entre os textos e as crianças, contribuem para o desenvolvimento do gosto pela leitura, do estímulo à imaginação e da ampliação do conhecimento de mundo. Além disso, o contato com histórias, contos, fábulas, poemas, cordéis etc. propicia a familiaridade com livros, com diferentes gêneros literários [...]. (BRASIL, 2017, p.40)"

## Utilização em sala de aula
Há nas HQs um vasto campo de pesquisa para embasar e variar as atividades docentes, as histórias em quadrinhos podem contribuir com o ensino aprendizagem dos anos iniciais, colocando em voga um recurso pedagógico que deve ser apropriado para além da leitura deleite, por ser um material rico, independentemente da idade do leitor. As histórias em quadrinhos são excelentes ferramentas de incentivo à leitura, devido ao seu formato que faz junção de textos e elementos gráficos (como os balões e as expressões faciais dos personagens) facilitando a compreensão da trama, tal associação torna o ato de ler mais atraente, além disso as HQs abordam variados temas - aventuras espaciais, convivência entre animais entre outros, permitindo que professores de diferentes áreas trabalhem com um amplo leque de informações. O importante para usá-los corretamente é criar a estratégia adequada, combinando as especificidades do conteúdo, o tema da história e as características dos estudantes (a faixa etária, o nível de conhecimento e a capacidade de compreensão). Foi prevista a utilização das histórias em quadrinhos como recurso didático-pedagógico. Entretanto, esse fato apenas começa a despontar como um projeto efetivo, uma vez que a bibliografia escassa e a falta de formação dos profissionais nesta linguagem tornam, deveras difícil, o cumprimento da lei. Se, por um lado, o professor não possui formação técnica para o uso dos quadrinhos, o quadrinista (desenhista/cartunista ou roteirista), muitas vezes, não possui a didática necessária para transmitir um conteúdo específico através da linguagem dos quadrinhos.A formação de novos profissionais que agreguem, a seu currículo, não apenas uma formação acadêmica, mas, também, uma formação livre, tem permitido interessantes intercâmbios e é um dos principais responsáveis pela ampliação desse filão de ensino. Desde 2006, o Programa Nacional Biblioteca da Escola passou a incluir quadrinhos na lista anual de compras de livros. Algumas escolas mantêm bibliotecas exclusivas para histórias em quadrinhos, as chamadas gibitecas. Muito mais que um desimportante entretenimento as narrativas são sim uma excelente opção de alfabetização e um ótimo recurso para leitura, pois através de seu viés alegre, dinâmico, envolvente, criativo, divertido e por fim atraente, as crianças se identificam e perpassam com maior facilidade o processo de leitura e escrita, pois as HQ's são de fácil compreensão, o que torna o trabalho mais estimulador, até mesmo para quem ainda não está inserido no mundo da leitura, estimulando assim a imaginação das crianças e propiciando o desenvolvimento de sua capacidade de interpretação pela sequência lógica e agregando de forma prazerosa  um hábito valoroso que é o habito da leitura formando assim leitores com maior senso crítico e leitura de mundo mais qualificada. É muito frequente o uso dos fanzines, muitos desses compostos por histórias em quadrinhos feitas pelos alunos.